# Canthochilum gundlachi
Canthochilum gundlachi là một loài bọ cánh cứng trong họ Bọ hung (Scarabaeidae).